# Club Puebla Femenil
El Club Puebla Femenil, también conocido como Puebla Femenil, es un club de fútbol profesional femenil mexicano de la Liga MX Femenil con sede en Puebla, Puebla, México. Fue fundado en 2018 y tiene como sede el Estadio Cuauhtémoc. Es la rama femenil del Puebla.

## Historia
En 2017 se celebró la primera edición de la Liga MX Femenil, sin embargo, dos clubes no participaron en ella al no contar con una plantilla e infraestructura suficientes para integrarse en la competencia: Puebla y Lobos BUAP, situación que se mantuvo para el Clausura 2018.
En octubre de 2017, el Puebla formó su primer equipo femenil tras lograr un acuerdo con el Complejo Deportivo Los Olivos, sin embargo este no pudo integrarse en el circuito pues la FMF impidió la participación, pues este equipo no completaría la temporada 2017-2018 al jugar solamente el Clausura 2018.
En mayo de 2018, la directiva confirmó la participación del equipo a partir de la temporada 2018-2019, días después, la Liga MX Femenil anunció la entrada de los clubes Puebla y Lobos BUAP en la competencia.
En su primer torneo, el Puebla finalizó en la quinta posición del grupo 1, por lo que no calificó a la liguilla. Para el Clausura 2019, La Franja acabó en tercer lugar de su sector, por lo que consiguió acceder a la liguilla. El equipo llegó hasta los cuartos de final, donde cayó ante Tigres UANL.
El 8 de noviembre de 2021, María José López se convirtió en la primera futbolista del Club Puebla Femenil en disputar más de 100 partidos oficiales con el equipo.

## Indumentaria

### Proveedor
| Período     | Proveedor |
| ----------- | --------- |
| 2017 – 2018 | Charly    |
| 2018 – 2019 | Li Ning   |
| 2019 – 2022 | Umbro     |
| 2022 – 2025 | Pirma     |

### Patrocinadores
| - Caliente - Citroscut - Universidad de Oriente - Flanax - Carl's Jr. - Volkswagen - Hospital Ángeles - Beriscan Pro - Mobil Super - Gatorade | - Nelson Vargas - Nikko Autopartes - Autobuses Estrella Roja - Banco Azteca - Totalplay - Krispy Kreme - Cinnabon - Ciudad Maderas - Terrawind Global Protection - Tamariz |

## Jugadoras

### Altas y bajas: Clausura 2024
Fecha de actualización: 8 de junio de 2024
| Altas            | Altas                  | Altas                |
| Jugadora         | Posición               | Procedencia          |
| ---------------- | ---------------------- | -------------------- |
| Guillermo Cossio | Director técnico       | Club Puebla (Sub-19) |
| Sigfrido Mercado | Auxiliar técnico       | Agente Libre         |
| Moisés Aguilar   | Preparador Físico      | Agente Libre         |
| Elías Lomelí     | Entrenador de porteras | Agente Libre         |

 En Pretemporada existen jugadoras del equipo piloto, se contemplarán como altas si son registradas para el torneo.
| Bajas            | Bajas              | Bajas                      |
| Jugadora         | Posición           | Destino                    |
| ---------------- | ------------------ | -------------------------- |
| Leopoldo Aguilar | Director deportivo | Agente Libre               |
| María José López | Directora técnica  | Club Deportivo Guadalajara |
| Aisha Solórzano  | Delantera          | Club Tijuana               |
| Viridiana López  | Defensa            | Club Atlético de San Luis  |
| Karla Morales    | Portera            | FC Juárez Femenil          |
| Paola Manrique   | Portera            | Club de Fútbol Monterrey   |
| Elena Sainz      | Defensa            | Atlas Fútbol Club          |

Existen casos de jugadoras que estaba en el equipo piloto y fichan para otro equipo, la jugadora se considerará baja las que debutan en liga.

### Fuerzas Básicas

#### Sub-19
- La jugadora ya debutó en Primera División.

### Jugadoras internacionales
| Selección                                  | Categoría | Jugadoras                       | #     |
| ------------------------------------------ | --------- | ------------------------------- | ----- |
| México                                     | Sub-15    | Natalia Pérez                   | 1 (1) |
| Guatemala                                  | Absoluta  | Savianna Gómez, Aisha Solórzano | 2 (2) |
| Honduras                                   | Absoluta  | Bárbara Murillo                 | 1 (1) |
| Fecha de actualización: 23 de mayo de 2024 |           |                                 |       |

Se consideran jugadoras internacionales si han recibido llamado a selecciones nacionales en los últimos 12 meses. Con negritas se muestran aquellas jugadoras que han sido llamadas en la última convocatoria. 

## Plantillas Importantes

### 11 Inicial en Liga
Puebla Femenil inicia su participación en la Liga MX Femenil el domingo 15 de julio de 2018 en el Complejo Deportivo Los Olivos, ganando 4 a 0 a su rival Tiburones Rojos de Veracruz. Las anotadoras fueron Jessica Tenorio (2'), Mirelle Arciniega (46'), Carmen Taboada (48') y Mariela Jiménez (55').
| Alineación: - Karla Morales - Abril Martínez - Guillermina Martínez - María Sainz - María Tovar - Jessica Tenorio - Karla Saavedra - María José López - Mirelle Arciniega - Alondra Jiménez - Mariam Castro - D.T. Rogelio Martínez |  | K. Morales A. Martínez G. Marttínez M. Sainz M. Tovar J. Tenorio K. Saavedra M. López M. Arciniega A. Jiménez M. Castro |

### 1erPartido de Liguilla
Las de la Franja inician su participación en la fase final de la Liga MX Femenil en los cuartos de final del torneo Clausura 2019 el jueves 25 de abril de 2019 en el Estadio Cuauhtémoc, cayendo 2 a 1 ante Tigres de la UANL. El gol a favor fue de Mariela Jiménez (66'). 
| Alineación: - Brissa Rangel - Guillermina Martínez - María José López - Damaris Godínez - María Sainz - Ivonne Najar - Karla Saavedra - Jessica Tenorio - Diana Anguiano - Mariam Castro - Mariela Jiménez - D.T. Jorge Gómez |  | B. Rangel G. Martínez M. López D. Godínez M. Sainz I. Najar K. Saavedra J. Tenorio D. Anguiano M. Castro M. Jiménez |

## Estadísticas

### Primera División
Actualizado al último partido disputado el: 3 de mayo de 2024
| TORNEO        | PJ  | PG | PE | PP  | GF  | GC  | DIF  | PTS | POSICIÓN                                     | LOGRO                                        | EFE (%) |
| ------------- | --- | -- | -- | --- | --- | --- | ---- | --- | -------------------------------------------- | -------------------------------------------- | ------- |
| Apertura 2018 | 16  | 6  | 7  | 3   | 25  | 12  | 13   | 25  | 9.º                                          | –                                            | 52.1    |
| Clausura 2019 | 18  | 8  | 4  | 6   | 14  | 14  | 0    | 28  | 6.º                                          | Cuartos de final                             | 51.9    |
| Apertura 2019 | 18  | 5  | 6  | 7   | 16  | 25  | -9   | 21  | 12.º                                         | –                                            | 38.9    |
| Clausura 2020 | 10  | 3  | 2  | 5   | 9   | 9   | 0    | 11  | Suspendido debido a la pandemia por COVID-19 | Suspendido debido a la pandemia por COVID-19 | 36.7    |
| Apertura 2020 | 17  | 4  | 5  | 8   | 12  | 23  | -11  | 17  | 12.º                                         | –                                            | 33.3    |
| Clausura 2021 | 17  | 3  | 4  | 10  | 14  | 24  | -10  | 13  | 16.º                                         | –                                            | 25.5    |
| Apertura 2021 | 17  | 5  | 3  | 9   | 18  | 30  | -12  | 18  | 12.º                                         | –                                            | 35.3    |
| Clausura 2022 | 17  | 3  | 3  | 11  | 11  | 25  | -14  | 12  | 17.º                                         | –                                            | 23.5    |
| Apertura 2022 | 17  | 3  | 2  | 12  | 20  | 38  | -18  | 11  | 16.º                                         | –                                            | 21.6    |
| Clausura 2023 | 17  | 3  | 3  | 11  | 14  | 34  | -20  | 12  | 16.º                                         | –                                            | 23.5    |
| Apertura 2023 | 17  | 4  | 2  | 11  | 19  | 42  | -23  | 14  | 14.º                                         | –                                            | 27.5    |
| Clausura 2024 | 17  | 4  | 6  | 7   | 21  | 29  | -8   | 18  | 13.º                                         | –                                            | 35.3    |
| Apertura 2024 | 17  | 2  | 3  | 12  | 13  | 29  | -16  | 9   | 16.º                                         | –                                            | 17.6    |
| TOTAL         | 215 | 53 | 50 | 112 | 206 | 334 | -128 | 209 | 13.º                                         | 1 Cuartos de final                           | 32.5 %  |

## Goles históricos

### Goles en Liga
| Gol                                            | Fecha                    | Jugador                      | Rival                       | Resultado | Notas           |
| ---------------------------------------------- | ------------------------ | ---------------------------- | --------------------------- | --------- | --------------- |
| 1                                              | 15 de julio de 2018      | Jessica Tenorio (2')         | Tiburonas Rojas de Veracruz | 4 - 0     | Primer gol Liga |
| 50                                             | 22 de septiembre de 2019 | María José López (44')       | Tiburonas Rojas de Veracruz | 2 - 1     | Gol número 50   |
| 100                                            | 30 de agosto de 2021     | María Del Pilar Aceves (70') | Club de Fútbol Pachuca      | 6 - 2     | Gol número 100  |
| Fecha de actualización: 5 de noviembre de 2023 |                          |                              |                             |           |                 |

## Máximas goleadoras
Actualizado al último partido disputado el: 3 de mayo de 2024

### Máximas goleadoras en liga
| Pos | Nacionalidad | Nombre            | Goles |
| --- | ------------ | ----------------- | ----- |
| 1.º | Guatemala    | Aisha Solórzano   | 14    |
| 1.º | México       | María José López  | 14    |
| 1.º | México       | Mariela Jiménez   | 14    |
| 4.º | Guatemala    | Savianna Gómez    | 10    |
| 4.º | México       | Lupita Worbis     | 10    |
| 6.º | México       | Andrea Ortega     | 8     |
| 6.º | México       | Mirelle Arciniega | 8     |
| 8.º | México       | Jessica Tenorio   | 7     |
| 8.º | México       | María Sainz       | 7     |
| 8.º | México       | Mariam Castro     | 7     |
| 8.º | Brasil       | Verónica Martins  | 7     |

| Máximas goleadoras en temporada regular | Máximas goleadoras en temporada regular | Máximas goleadoras en temporada regular | Máximas goleadoras en temporada regular |
| Pos                                     | Nacionalidad                            | Nombre                                  | Goles                                   |
| --------------------------------------- | --------------------------------------- | --------------------------------------- | --------------------------------------- |
| 1.º                                     | Guatemala                               | Aisha Solórzano                         | 14                                      |
| 1.º                                     | México                                  | María José López                        | 14                                      |
| 3.º                                     | México                                  | Mariela Jiménez                         | 13                                      |
| 4.º                                     | Guatemala                               | Savianna Gómez                          | 10                                      |
| 4.º                                     | México                                  | Lupita Worbis                           | 10                                      |
| Máximas goleadoras en liguilla          |                                         |                                         |                                         |
| Pos                                     | Nacionalidad                            | Nombre                                  | Goles                                   |
| 1.º                                     | México                                  | Mariela Jiménez                         | 1                                       |

### Máximas anotadoras por temporada
| Máximas anotadoras por temporada regular de liga | Máximas anotadoras por temporada regular de liga | Máximas anotadoras por temporada regular de liga |
| Torneo                                           | Jugadora                                         | Goles                                            |
| ------------------------------------------------ | ------------------------------------------------ | ------------------------------------------------ |
| Apertura 2018                                    | Mariela Jiménez                                  | 9                                                |
| Clausura 2019                                    | Mariela Jiménez                                  | 4                                                |
| Apertura 2019                                    | María José López                                 | 5                                                |
| Clausura 2020 *                                  | Lupita Worbis                                    | 3                                                |
| Apertura 2020                                    | María José López                                 | 3                                                |
| Clausura 2021                                    | Lupita Worbis                                    | 6                                                |
| Apertura 2021                                    | Verónica Martins                                 | 4                                                |
| Clausura 2022                                    | Verónica Martins                                 | 3                                                |
| Apertura 2022                                    | Carolina Solís                                   | 4                                                |
| Clausura 2023                                    | Brenda García                                    | 3                                                |
| Apertura 2023                                    | Aisha Solórzano                                  | 8                                                |
| Clausura 2024                                    | Aisha Solórzano                                  | 6                                                |

| Máximas anotadoras por liguilla | Máximas anotadoras por liguilla              | Máximas anotadoras por liguilla              |
| Torneo                          | Jugadora                                     | Goles                                        |
| ------------------------------- | -------------------------------------------- | -------------------------------------------- |
| Clausura 2019                   | Mariela Jiménez                              | 1                                            |
| Clausura 2020                   | Suspendido debido a la pandemia por COVID-19 | Suspendido debido a la pandemia por COVID-19 |

## Jugadoras Extranjeras
| Jugadora         | Posición      | Edad    | Procedencia                | Destino                       | Duración            |
| ---------------- | ------------- | ------- | -------------------------- | ----------------------------- | ------------------- |
| Veronica Martins | Mediocampista | 24 años | São José E. C.             | Maccabi Kishronot Hadera F.C. | Ap. 2021 - Cl. 2022 |
| Leiza Gómez *    | Defensa       | 25 años | Liverpool F.C.             | D. Toluca                     | Ap. 2022            |
| Micaela Britez   | Portera       | 24 años | Social Atlético Televisión | Ferro Carril Oeste            | Ap. 2023            |
| Savianna Gómez   | Mediocampista | 24 años | Querétaro F.C.             | Sigue en el club              | Ap. 2023 - Presente |
| Aisha Solórzano  | Delantera     | 27 años | UNIFUT Antigua GFCF        | C. Tijuana                    | Ap. 2023 - Cl. 2024 |
| Nikkole Teja     | Defensa       | 25 años | Agente libre               | Agente libre                  | Cl. 2024 (J. 1-4)   |
| Bárbara Murillo  | Defensa       | 30 años | FC Dornbirn 1913           | En el club                    | Cl. 2024            |
| Anna Jane        | Mediocampista | 25 años | Berolina Mitte Frauen      | En el club                    | Cl. 2024            |

*  La jugadora se nacionalizó mexicana.

## Entrenadores
Actualizado al último partido disputado el: 3 de mayo de 2024
| Entrenador        | Temporada     | PJ | PG | PE | PP | TR | GF | GC | DIF | PTS | POS                                          | Resultado                                    | EFE (%) |
| ----------------- | ------------- | -- | -- | -- | -- | -- | -- | -- | --- | --- | -------------------------------------------- | -------------------------------------------- | ------- |
| Rogelio Martínez  | Apertura 2018 | 16 | 6  | 7  | 3  | 0  | 25 | 12 | 13  | 25  | 9.º                                          | Fase de grupos                               | 52.1    |
| Rogelio Martínez  | Total         | 16 | 6  | 7  | 3  | 0  | 25 | 12 | 13  | 25  | 9.º                                          | Fase de grupos                               | 52.1 %  |
| Jorge Gómez       | Clausura 2019 | 16 | 8  | 4  | 4  | 0  | 14 | 14 | 0   | 28  | 6.º                                          | Cuartos de final                             | 58.3    |
| Jorge Gómez       | Apertura 2019 | 20 | 5  | 6  | 9  | 0  | 16 | 25 | -9  | 21  | 12.º                                         | Fase Regular                                 | 35      |
| Jorge Gómez       | Clausura 2020 | 10 | 3  | 2  | 5  | 0  | 9  | 9  | 0   | 11  | Suspendido debido a la pandemia por COVID-19 | Suspendido debido a la pandemia por COVID-19 | 36.7    |
| Jorge Gómez       | Apertura 2020 | 17 | 4  | 5  | 8  | 0  | 12 | 23 | -11 | 17  | 12.º                                         | Fase Regular                                 | 33.3    |
| Jorge Gómez       | Clausura 2021 | 5  | 0  | 1  | 4  | 0  | 3  | 9  | -6  | 1   | Dejó el equipo en la Jornada 6               | Dejó el equipo en la Jornada 6               | 6.7     |
| Jorge Gómez       | Total         | 68 | 20 | 18 | 30 | 0  | 54 | 80 | -26 | 78  | 12.º                                         | 1 Cuartos de final                           | 38.2 %  |
| Juan Carlos Cacho | Clausura 2021 | 17 | 3  | 4  | 10 | 0  | 14 | 24 | -10 | 13  | 16.º                                         | Fase Regular                                 | 25.5    |
| Juan Carlos Cacho | Apertura 2021 | 17 | 5  | 3  | 9  | 1  | 18 | 30 | -12 | 18  | 12.º                                         | Fase Regular                                 | 35.3    |
| Juan Carlos Cacho | Total         | 34 | 8  | 7  | 19 | 1  | 32 | 54 | -22 | 31  | 14.º                                         | Fase Regular                                 | 35.7 %  |
| Pablo Luna        | Clausura 2022 | 17 | 3  | 3  | 11 | 0  | 11 | 25 | -14 | 12  | 17.º                                         | Fase Regular                                 | 23.5    |
| Pablo Luna        | Apertura 2022 | 15 | 2  | 2  | 11 | 1  | 20 | 38 | -18 | 11  | 16.º                                         | Fase Regular                                 | 17.8    |
| Pablo Luna        | Clausura 2023 | 17 | 3  | 3  | 11 | 0  | 14 | 34 | -20 | 12  | 16.º                                         | Fase Regular                                 | 23.5    |
| Pablo Luna        | Total         | 49 | 8  | 8  | 33 | 1  | 45 | 97 | -52 | 35  | 16.º                                         | Fase Regular                                 | 21.8 %  |
| María José López  | Apertura 2023 | 17 | 4  | 2  | 11 | 0  | 19 | 42 | -23 | 14  | 14.º                                         | Fase Regular                                 | 27.5    |
| María José López  | Clausura 2024 | 17 | 4  | 6  | 7  | 0  | 21 | 29 | -8  | 18  | 13.º                                         | Fase Regular                                 | 35.3    |
| María José López  | Total         | 34 | 8  | 8  | 18 | 0  | 40 | 71 | -31 | 32  | 14.º                                         | Fase Regular                                 | 31.4 %  |